# Peter Hedblom

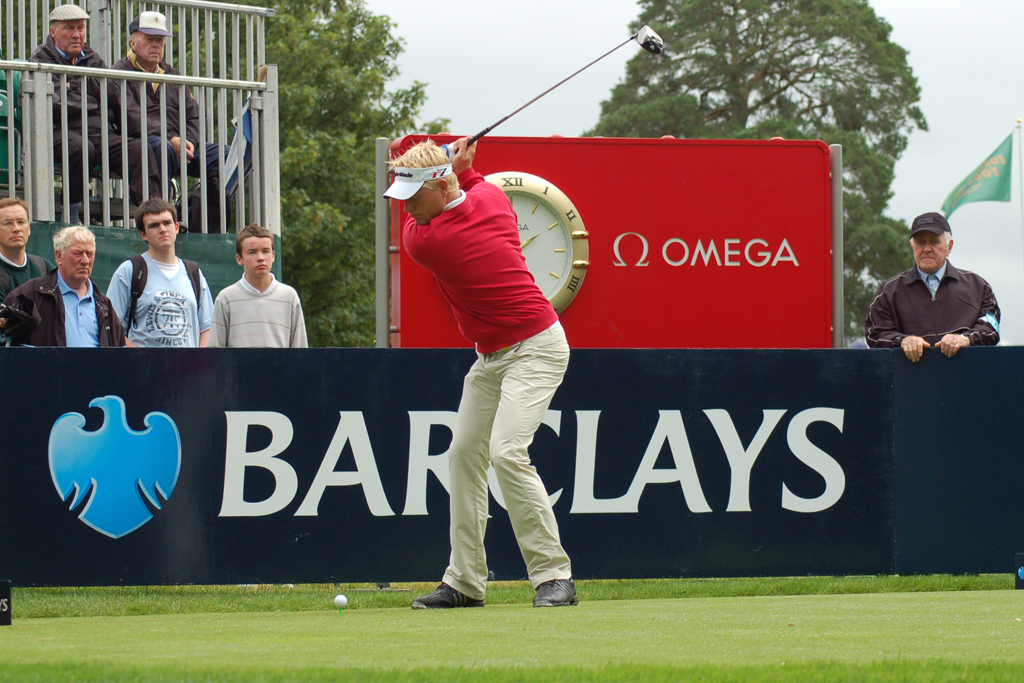
Peter Hedblom, under Scottish Open, 2006, nära Loch Lommond

Peter Hedblom, född 20 januari 1970 i Gävle, professionell svensk golfspelare. 
Hans karriär som golfproffs startade år 1988. Han spelar på Europatouren, som är rankad som den näst bästa professionella golftouren efter PGA-touren.
Han är känd för att vara en glad person, både på och av banan, som nästan alltid skrattar.
Spelade hockey när han var yngre och håller stenkoll på hur det går för Brynäs IF
När han spelade British Open 1996, låg han bra till efter två dagar och fick därför spela i en av tätbollarna den tredje dagen. I den bollen han spelade med, fanns den legendariske golfspelaren Jack Nicklaus. Peter spelade bra men tappade 5 slag mot par sista 4 hålen. Han spelade upp sig dag 4 samtidigt som Jack den dagen sjönk som en sten genom resultatlistan. Peter slutade på en sjundeplats och kom därmed före Jack Nicklaus som var en bra bit bakom.
Har under karriären dragit in ungefär 50 miljoner kronor. Hans bästa säsong på Europatouren är 2008, då han kom på 29:e plats i Order of Merit.

## Turneringssegrar
- 1991 Formula Micro Open, Uppsala Golf International (båda på Challenge Tour)
- 1996 Moroccan Open (European Tour)
- 2001 Volvo Finnish Open (Challenge Tour)
- 2007 Malaysian Open (European Tour)
- 2009 Johnnie Walker Championship at Gleneagles (European Tour)